# هنري مارسيل
هنري مارسيل (بالفرنسية: Henry Marcel)‏ هو مسؤول فرنسي، ولد في 25 نوفمبر 1854 في باريس في فرنسا، وتوفي بنفس المكان في 6 مارس 1926.